# Kuchynka (usedlost na Vinohradech)
Kuchynka je zaniklá usedlost v Praze 2-Vinohradech v ulici Slavíkova. Její pozemek byl ohraničen ulicemi Krkonošská, Slavíkova a Vozová a částečně zasahoval do Riegrových sadů.

## Historie
Vinice je zde doložena na konci 18. století, kdy ji vlastnil pražský měšťan Prokop Záruba. Malá budova na půdorysu písmene „T“ stála u cesty naproti Vendelínce, na západní straně sousedil její pozemek se Švihankou.
Roku 1789 pozemky s usedlostí prodal Záruba hraběti Canalovi. Roku 1832 ji další majitel, pražský podnikatel a bankéř Moritz Zdekauer odprodal Janu Ochsenbauerovi, hospodářskému radovi knížete Auersperga.
Roku 1903 koupila Kuchynku vinohradská obec. Na části pozemku založila Riegrovy sady a zbylou část roku 1907 rozparcelovala jako stavební pozemek. O rok později byla zbořena.